# Rhipha flammula
Rhipha flammula är en fjärilsart som beskrevs av Hayward 1947. Rhipha flammula ingår i släktet Rhipha och familjen björnspinnare. Inga underarter finns listade.